# フランツ・ホレチェク
フランツ・ホレチェク（Franz Holetschek, 1911年12月26日 - 1990年11月21日）は、オーストリア出身のピアニスト。

## 経歴
ランツコルンの出身。ウィーン音楽院でジョージ・セルとフランツ・ランガーの薫陶を受ける。1936年からプラハの放送局で室内楽奏者、ピアノ伴奏者として活動した。
録音はウェストミンスター・レーベルを中心に行い、ペトル・ムンテアヌーと録音したシューベルトやシューマンの歌曲、ワルター・バリリとフランツ・コッホとで録音したブラームスのホルン三重奏曲やピエール・フルニエと録音したブラームスのチェロ・ソナタ第2番などがある。
息子もピアニストであった。